# Buntsandsteinfelsen im Rurtal von Untermaubach bis Abenden
Das Naturschutzgebiet Buntsandsteinfelsen im Rurtal von Untermaubach bis Abenden liegt auf der Gemarkung der Stadt Nideggen im Kreis Düren in Nordrhein-Westfalen. Das NSG ist auch Teil des Europäischen Vogelschutzgebietes Buntsandsteinfelsen im Rurtal (Schutzgebietkennung DE-5304-401).

## Lage
Das Gebiet liegt südlich des Stadtzentrums von Nideggen und wird im Westen durch Schmidt, im Süden durch Abenden und im Osten durch Berg-Thuir begrenzt (jeweils weitere Ortsteile von Nideggen). Südöstlich fließt die Rur am Gebiet vorbei.

## Beschreibung
Der Untergrund besteht aus Buntsandstein. Im Gebiet liegen überwiegend Wälder, darunter Schluchtwald und Blockhaldenwald. Im Grünland liegen auch Magerwiesen und -weiden, ferner Wacholderheiden. Dazu kommen Felsen und Höhlen.
Das durch die Buntsandsteinfelsen geprägte Schutzgebiet ist für den hier brütenden Uhu von besonderer Bedeutung, er besitzt hier ihr landesweites Schwerpunktvorkommen an Naturfelsen. Wie schwer die Folgen unregulierten Klettersports in Uhulebensräumen im Extremfall sein können, zeigen langjährige Beobachtungen der Gesellschaft zur Erhaltung der Eulen im Gebiet. Der Bruterfolg der Uhupaare im Schutzgebiet stieg von 0,5 Flügge Jungvögel je Brutpaar und Jahr von 1990 bis 1998, auf 0,98 Flügge Jungvögel je Brutpaar und Jahr von 1999 bis 2008 nach dem die Kletterbereiche eingeschränkt wurden. In Abbau befindlichen Steinbrüchen wurden hingegen 2,0 Flüggen je Uhubrutpaar und Jahr nachgewiesen.

## Schutzzweck, Gefährdungen und Maßnahmen

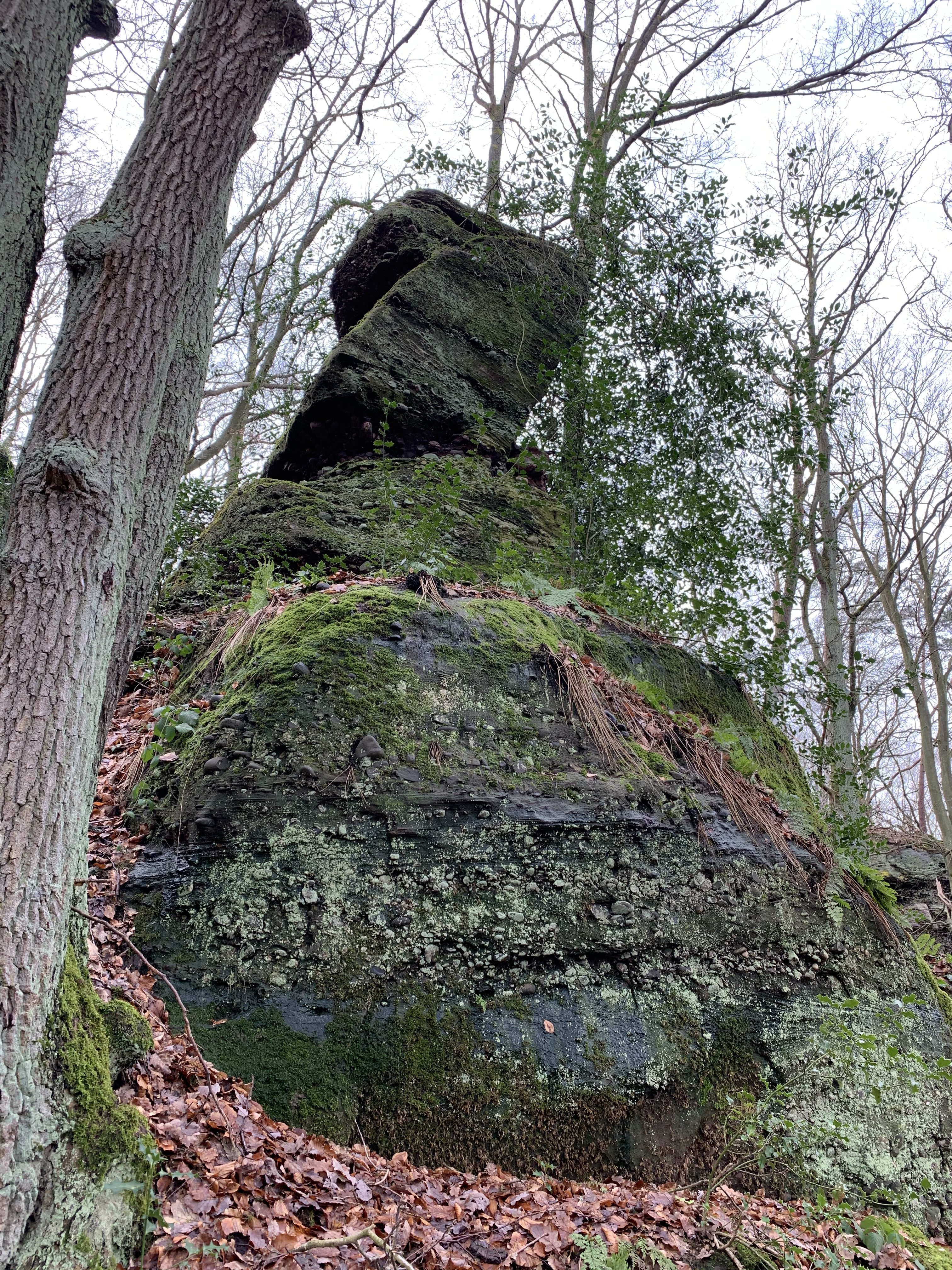
Felsformationen

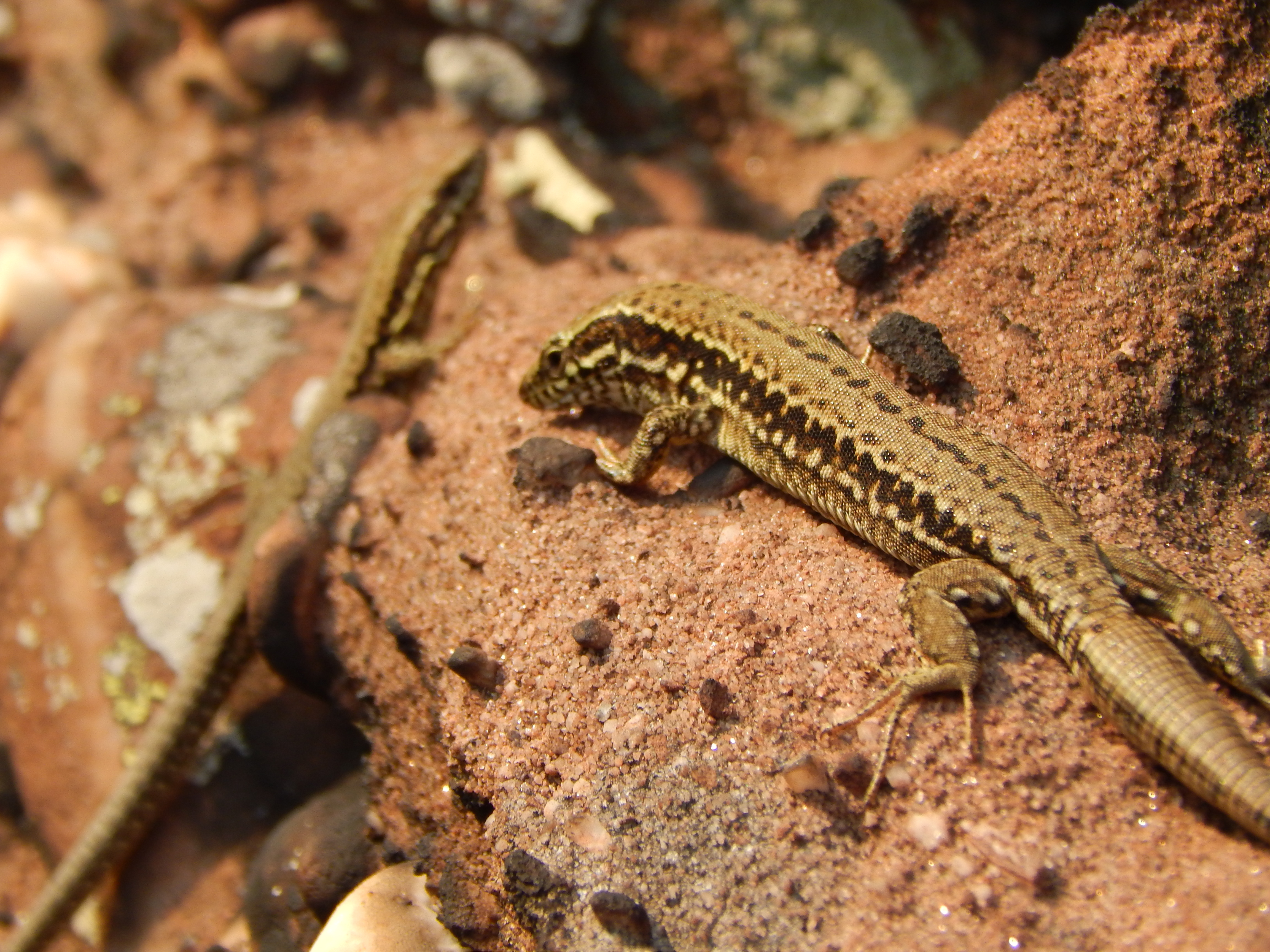
Mauereidechse im Gebiet

Das aus sieben Teilflächen bestehende Gebiet wurde unter Schutz gestellt, um die Buntsandsteinfelsen mit den angrenzenden Waldbeständen sowie kleine Heideflächen „als wertvolles, landschaftstypisches Element der Rureifel“ zu schützen. Besonders wertvoll ist dabei der Erhalt des Talbereichs als Verbindungsbiotop zwischen Rurtal und Voreifel.
Das Landesamt für Natur, Umwelt und Verbraucherschutz Nordrhein-Westfalen (LANUV) sieht für das Gebiet die folgenden Gefährdungen: Freizeitaktivitäten, Geländesport, Gewässerausbau, Müllablagerungen, nicht bodenständige oder einheimische Gehölze, Trittschäden an der Vegetation und eine Verfüllung der Landschaft. Um diesen Gefahren entgegenzuwirken, sollten Freizeitaktivitäten eingeschränkt, die Gewässer, Landschaftsstrukturen und die Laubholzbestockung erhalten werden, der Anteil des Laubholzes erhöht und eine extensive Grünlandbewirtschaftung erfolgen. Das LANUV rät weiterhin dazu, auf wegebauliche Maßnahmen zu verzichten und Gewässer und Wald naturnah zu bewirtschaften. Auf eine Bewirtschaftung sollte verzichtet werden.